# 雲林縣揚子高級中等學校
揚子學校財團法人雲林縣揚子高級中等學校，前稱雲林縣私立揚子高級中學，簡稱揚子高中、揚子中學、揚中或YTJH，創立於1962年，是一所位於臺灣雲林縣虎尾鎮的私立完全中學，主管機關為教育部國民及學前教育署與雲林縣政府教育處。

## 校史
國共內戰後中國大陸赴台人士及雲林虎尾當地仕紳陳文炎、殷愛吾、戴進等人，鑑於當時雲林縣各初級中學招生名額少，小學畢業生升學不易，於是在臺灣省立虎尾中學校長辛仙椿協助下，於1962年成立董事會，推選吳萬看為首任董事長，當年8月4日奉省教育廳核准立案，成立「私立揚子中學」，收初中一年級學生7班共332人。
1968年配合九年國民義務教育實施，接受政府徵召成為代用國民中學，惟於1970年即恢復設置私立初中，自行招生班級數為每年級5班。1983年完全恢復私立國民中學，並曾於1989至1991年間試辦美術實驗班。1998年5月改制為「私立揚子高級中學」，同時設立高中部、國中部。
2020年2月經中華民國教育部核定，改稱揚子學校財團法人雲林縣揚子高級中等學校。

## 學校象徵

### 校訓
揚子中學自104學年度起(即2015年起)由新任董事會注資金,並將「藍白」作為學校象徵顏色,也使辦學目標更加明確,學校校務專注於培養學生「品格」的培養,以及「知識」的追求與內化、鼓勵學生透過思辨,孕育「創新」的能量,及不斷「卓越」自己,訂定「敦品勵學・創新卓越」為揚中校訓。

### 校徽
揚子中學的校徽以主要色調為淺藍及深藍的雙圓為基礎，在外圈中有揚子中學的英文名稱「Yangtze High School」字樣，內圈則有「揚子」二字。

### 校旗
校旗以白色為底色，中間印有揚子中學的校徽，上方為中文校名「雲林縣揚子高級中學」，下方為英文校名「Yangtze High School」。

### 校歌
揚子中學的校歌創作於1962年:154，詞、曲均為謝均儀所作:179。曲調屬四四拍（強起）、C大調的三段式樂曲，共22小節:157。歌詞首句為：「浩浩湯湯、奔流漭漭的揚子江」，其中並提到「中華兒女在三民主義教育中成長」，含有中國國民黨於威權時期推廣的中華民族、三民主義等政治理念:175, 179。

## 學生活動
揚子中學會辦理服務學習，到內外打掃區域或雲林縣西螺鎮延平老街協助居民清掃街道、撿拾垃圾，及擦拭商家玻璃等。

## 校園環境
揚子中學於2010年代，為了提倡美感教育，將全校校舍包含大門、教室、禮堂、餐廳、宿舍，乃至於廁所、洗手台、水龍頭、水溝蓋、大樹等設施，全部參照運動服設計的配色，彩繪為藍白色系。學生、家長認為，藍白相間的建築搭配海棗樹，頗具地中海風格，讓學習更感快樂。其中女生宿舍的藍白建築加上玻璃帷幕，成為受歡迎的打卡點。

## 外部連結
- 揚子高級中學官方網站
- 揚子高級中學的Facebook專頁